# Open de la Réunion 2011
L'Open de la Réunion 2011 è stato un torneo professionistico di tennis maschile giocato sul cemento. È stata la 1ª edizione del torneo, che fa parte dell'ATP Challeger Tour nell'ambito dell'ATP Challenger Tour 2011. Si è giocato a Réunion in Francia dal 24 al 30 gennaio 2011. Tutte le partire di quarti di finale e semifinali sono state cancellate a causa della forte pioggia e delle inondazioni.

## Partecipanti

### Teste di serie
| Giocatore  | Nazionalità            | Ranking* | Testa di serie |
| ---------- | ---------------------- | -------- | -------------- |
| Francia    | Florent Serra          | 69       | 1              |
| Polonia    | Michał Przysiężny      | 84       | 2              |
| Austria    | Andreas Haider-Maurer  | 117      | 3              |
| Francia    | Stéphane Robert        | 124      | 4              |
| Francia    | Édouard Roger-Vasselin | 125      | 5              |
| Kazakistan | Jurij Ščukin           | 127      | 6              |
| Francia    | Vincent Millot         | 160      | 7              |
| Francia    | David Guez             | 183      | 8              |

- Ranking al 17 gennaio 2011.

### Altri partecipanti
Giocatori che hanno ricevuto una wild card:
- Florent Serra
- Quentin Robert
- Clement Maas

Giocatori passati dalle qualificazioni:
- Yann Drieux
- Olivier Duberville
- Mark Sibilla
- Philippe Vadel

## Campioni

### Singolare
- Torneo non completato

### Doppio
- Torneo non completato